# Centro galáctico

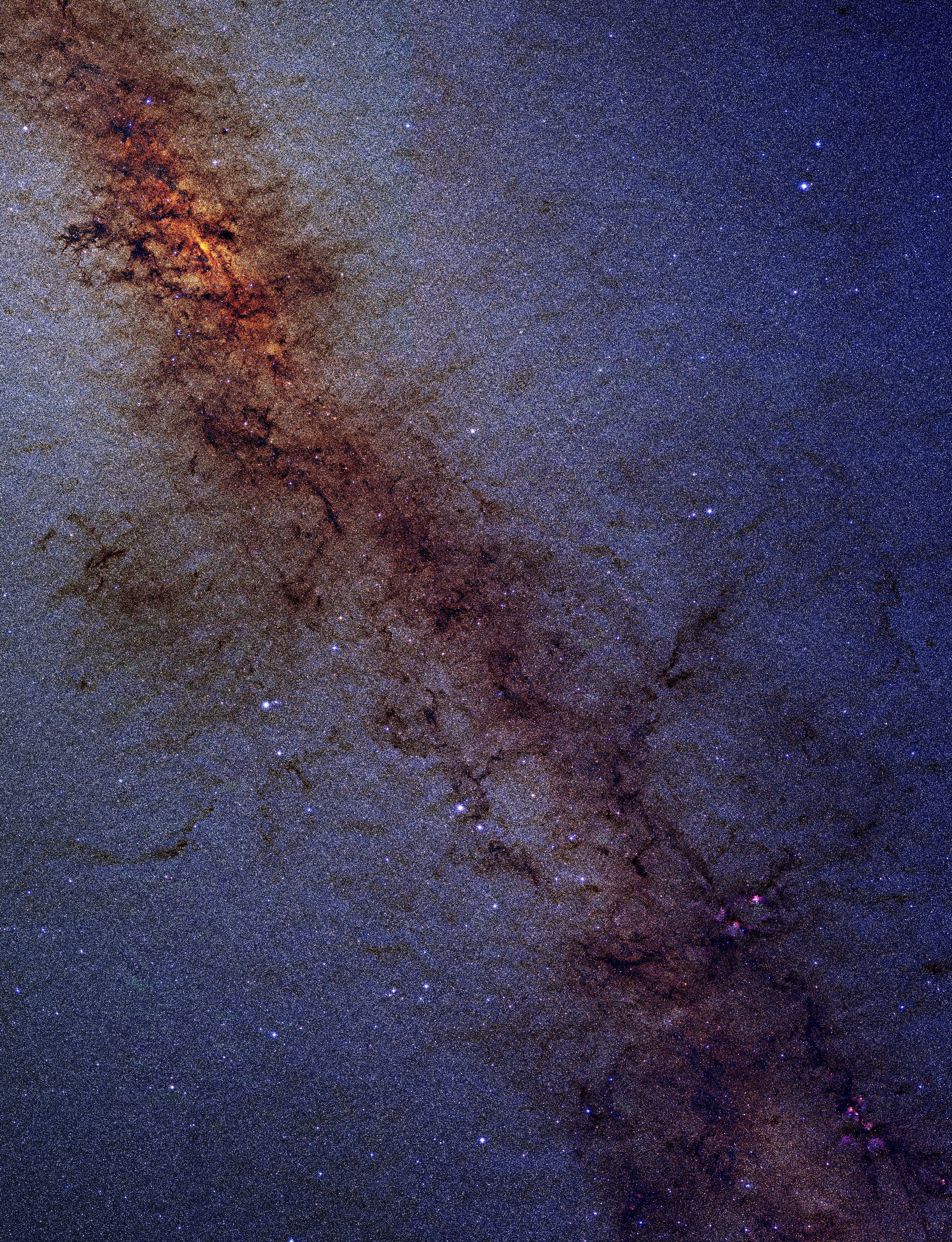
El centro galáctico visto por los telescopios 2MASS.

El centro galáctico es el centro de rotación de nuestra galaxia, la Vía Láctea. En 1985 la Unión Astronómica Internacional adoptó la distancia a 8.5 kiloparsecs del Sol. Sin embargo, investigaciones recientes han sugerido distancias menores a esta. Está en dirección de las constelaciones Sagitario, Ofiuco y Escorpio, donde la Vía Láctea parece más brillante.
En él se encuentra el agujero negro supermasivo Sagittarius A*.

## Existencia y ubicación

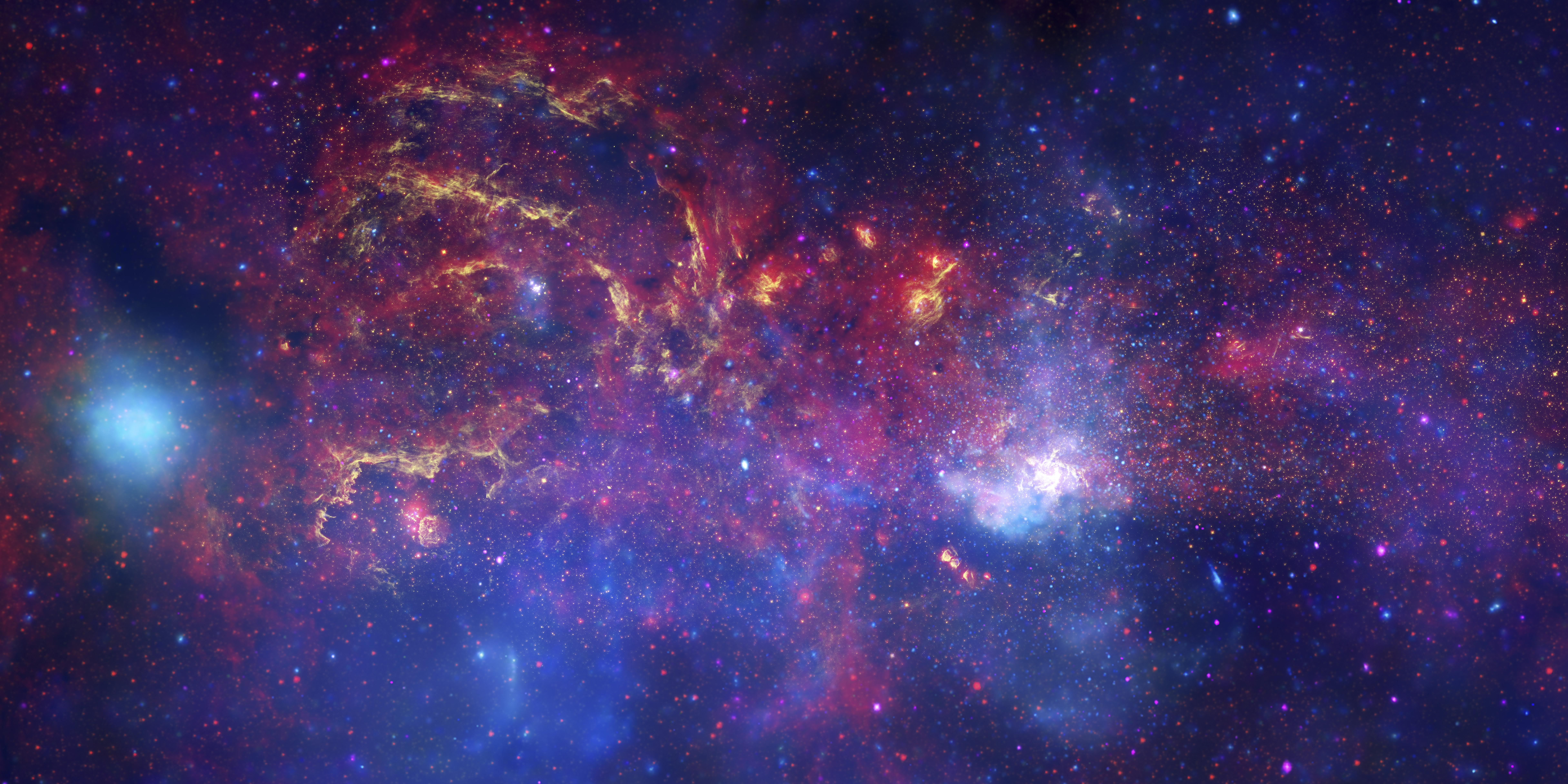
Imagen compuesta del centro galáctico (por los satélites Hubble, Spitzer y Chandra).

Debido a que el polvo interestelar bloquea nuestra línea de visión hacia el centro de la galaxia, este no puede ser estudiado mediante el espectro visible, el ultravioleta o por rayos X de baja potencia. En consecuencia, la información que actualmente se posee sobre el centro galáctico proviene de observaciones realizadas por rayos gamma, infrarrojos, observaciones de longitudes de onda submilimétricas, ondas de radio o rayos X de alta potencia.
Las coordenadas del centro galáctico fueron encontradas por primera vez por Harlow Shapley en el estudio que realizó en 1918 acerca de la distribución de los cúmulos globulares. En el sistema de coordenadas ecuatoriales las coordenadas son: AR 17h45m40.04s, Dec -29° 00' 28.1" (época J2000).
En relación con las fechas del año gregoriano, el Sol pasa visualmente a 6° por encima del centro galáctico (y por debajo, observando desde el hemisferio sur) en torno al 20 de diciembre, coincidiendo con el solsticio, de modo que la Tierra pasa entre el Sol y el centro galáctico en torno al 20 de junio, durante el otro solsticio

## Agujero negro supermasivo
La radiofuente Sagitario A está ubicada casi exactamente en el centro galáctico, y contiene una potente y compacta fuente de ondas de radio, denominada Sagitario A*, un agujero negro supermasivo.
Es de suponer que el disco de acreción gaseoso está emitiendo suficiente energía para alimentar la fuente de estas poderosas ondas. Un estudio de 2008 realizado con radiotelescopios en Hawái, Arizona y California (VLBI) reveló que, en promedio, el diámetro de Sagitario A* alcanza las 0,3 UA (unos 44 millones de kilómetros), bastante mayor que el agujero negro. 
En diciembre de 2008, científicos del Instituto Max Planck de Física Extraterrestre en Alemania anunciaron que lograron confirmar la existencia del agujero negro supermasivo en el centro de la galaxia, mediante el observatorio europeo alojado en Chile. El agujero negro en cuestión tendría una masa equivalente a cuatro millones de masas solares.

## Población estelar

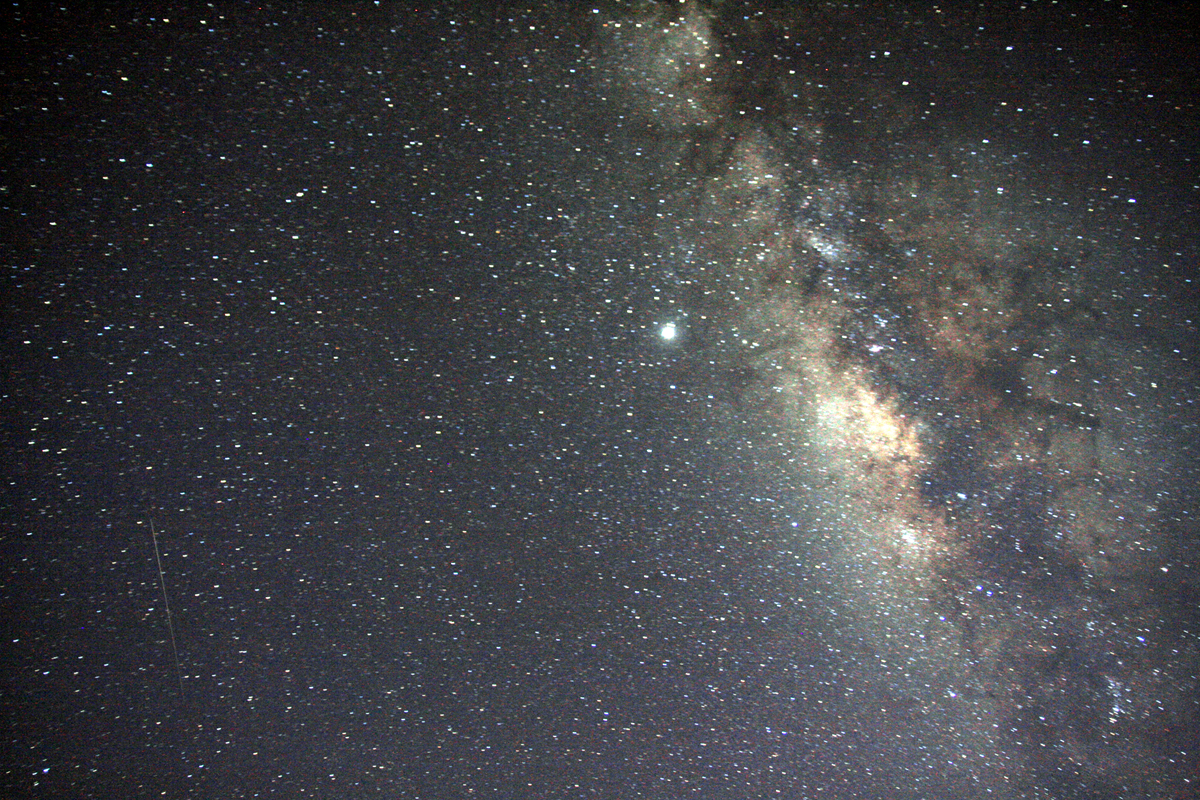
El centro de la Vía Láctea y un meteorito.

El pársec central alrededor de Sagitario A* contiene miles de estrellas. Aunque muchas de ellas son viejas estrellas rojas de la secuencia principal, el centro galáctico es también rico en estrellas masivas. Más de 100 estrellas OB y Wolf-Rayet han sido identificadas hasta ahora. Estas parecen haberse formado en un solo evento de formación estelar hace algunos millones de años.
La existencia de estas relativamente jóvenes estrellas (aunque evolucionadas) sorprendió a los expertos, quienes esperaban que la fuerza de marea del agujero negro central no permitiera que esto sucediese. Esta paradoja, conocida como la paradoja de la juventud, es aún más remarcable para las estrellas que mantienen órbitas muy cercanas con Sagitario A*, como S2.
Algunas de las explicaciones existentes para esta paradoja dicen que estas estrellas se formaron en un masivo cúmulo estelar fuera del centro galáctico para luego llegar, ya formadas, donde están actualmente. Otra explicación sugiere que las estrellas se formaron en un masivo y compacto disco de acreción de gas cerca del agujero negro central.
Es interesante notar que muchas de estas 100 o más estrellas parecen estar concentradas en uno o dos discos (de acuerdo a los grupos de astronomía de la UCLA Archivado el 4 de enero de 2018 en Wayback Machine. y el MPE respectivamente), en vez de estar distribuidas aleatoriamente en el pársec central. Sin embargo, estas observaciones no permiten obtener, hasta el momento, conclusiones definitivas respecto a este punto.
En un principio, se creía que actualmente no se están formando nuevas estrellas en el centro galáctico, aunque el disco circumnuclear de gas molecular que orbita el centro de la galaxia a unos dos pársecs de distancia pareciera ser un lugar favorable para que ocurran nuevas formaciones. Sin embargo, primero una investigación presentada en 2002 por los científicos Antony Stark y Chris Martin reveló que la densidad del gas en una región de 400 años luz alrededor del centro galáctico, concentrado en un anillo con varios millones de veces la masa del Sol, se acerca a la densidad crítica para la formación de nuevas estrellas, y finalmente estudios realizados con los telescopios de infrarrojos Spitzer y Herschel han acabado por mostrar la presencia de estrellas aún en formación en la región del centro galáctico, y además en el caso de este último telescopio como tal anillo es comparable al existente en el centro de otras galaxias espirales barradas como NGC 1097, aunque con una forma elíptica (100 parsecs * 60 parsecs), inclinado 40° y un tanto deformado, y perpendicular a los extremos de la barra de nuestra galaxia.
En consecuencia, Antony Stark y Chris Martin han predicho que en aproximadamente 200 millones de años habrá un episodio de brote estelar en el centro galáctico, lo que significa que se crearán rápidamente muchas estrellas, produciendo allí además una tasa de supernovas cientos de veces la actual. El brote estelar puede estar acompañado también de jets galácticos cuando la materia resultante caiga en el agujero negro central. Actualmente, se cree que se producen regularmente episodios de brotes estelares cada 500 millones de años en la Vía Láctea.